# Audax Rio de Janeiro Esporte Clube
L'Audax Rio de Janeiro Esporte Clube, noto anche semplicemente come Audax Rio, è una società calcistica brasiliana con sede nella città di São João de Meriti, nello stato di Rio de Janeiro.

## Storia
Il club è stato fondato l'8 maggio 2005 come Sendas Pão de Açúcar Esporte Clube. Ha vinto il Campeonato Carioca Série B2 nel 2007 e la Copa Rio nel 2010. Ha partecipato al Campeonato Brasileiro Série D nel 2011, dove è stato eliminato alla prima fase.
Il Sendas Pão de Açúcar Esporte Clube ha cambiato nome in Audax Rio de Janeiro Esporte Clube il 17 luglio 2011, adottando un nuovo stemma e nuove divise. Il proprietario del club, il Grupo Pão de Açúcar, ha cambiato il nome del club per portare la squadra più vicina ai suoi tifosi. Il club ha terminato al secondo posto nel Campeonato Carioca Série B1 del 2012, ottenendo così la promozione nel Campionato Carioca del 2013.

## Palmarès

### Competizioni statali
- Campeonato Carioca Série A2: 1

2021
- Campeonato Carioca Série B2: 1

2007
- Copa Rio: 1

2010